# Warning from Space
Warning from Space sau Mysterious Satellite (宇宙人東京に現わる Uchūjin Tokyo ni arawaru?, Spacemen Appear in Tokyo) este un film SF japonez din 1956 regizat de Koji Shima. În rolurile principale joacă actorii Keizo Kawasaki, Toyomi Karita, Bin Yagasawa.

## Actori
- Keizô Kawasaki este Dr. Toru Itsobe
- Toyomi Karita este Hikari Aozora / Ginko
- Bin Yagisawa este No. 2 Pairan
- Shozo Nanbu este The Elder Dr. Itsobe
- Bontarô Miake este Dr. Kamura (ca Bontaro Miake)
- Mieko Nagai este Taeko Kamura
- Kiyoko Hirai este Mrs. Matsuda
- Isao Yamagata este Dr. Matsuda